# ディオスダド・マカパガル
ディオスダド・マカパガル（英語: Diosdado Macapagal、1910年9月28日 - 1997年4月21日）は、フィリピンの政治家。同国第9代大統領（在任：1961年12月30日 - 1965年12月30日）。1898年6月にエミリオ・アギナルド大統領が、スペイン帝国からのフィリピン第一共和国の独立を一方的に宣言した日を記念して、独立記念日を7月4日から6月12日に変更した事でも知られている。

## 経歴

### 大統領就任以前
1910年9月28日にパンパンガ州ルバオに誕生した。1933年にフィリピン大学で芸術の準学士を取り、1936年に聖トマス大学で法学の学士を取得して弁護士になった。第二次世界大戦終結後は外務省で働き、1946年に法務担当外務次官補、1947年にイギリスとの交渉のチーフ、1948年にワシントンD.C.にあるフィリピン大使館の二等書記官に就任した。1949年12月にフィリピン国会の下院である代議院議員としてパンパンガ州の第1区から選出され、以後は1957年12月まで代議院議員を務めた。マカパガルは自由党に所属していたが、1957年12月にカルロス・ガルシア大統領（ナショナリスタ党）の時に副大統領となり、1961年12月まで務めた。

### 大統領
1961年11月の選挙では進歩党と協力してガルシア大統領と対立した。彼は政治的腐敗と戦うことを公約に掲げ、1961年11月14日に実施された総選挙で得票数355万4840票・得票率55パーセントで大統領に当選し、同年12月30日に就任した。就任後は贈収賄の抑制やフィリピン経済の活性化を目標にしていたものの、ナショナリスタ党員の多い上院と下院に反対された。1965年11月の総選挙ではフェルディナンド・マルコスに敗北して退任した。

### 退任後
1965年12月に大統領を退任した後は1971年6月に憲法制定会議の議長に就任し、1973年に憲法草案が起草された。1997年4月21日にマカティで死去し、遺体はタギッグにある英雄墓地に埋葬された。
200ペソ紙幣に肖像が使用されている。また、2003年から2012年までクラーク国際空港がディオスダド・マカパガル国際空港に改称されていた。

## 私生活
1938年7月にプリタ・デラロサ（1人目の妻）と結婚して2人の子供がいるが、1943年10月に死去した。1946年5月にエヴァ・マカレグ（2人目の妻）と結婚して娘と息子が誕生しており、娘は後に同じく大統領となったグロリア・アロヨである。